# Fat admirer

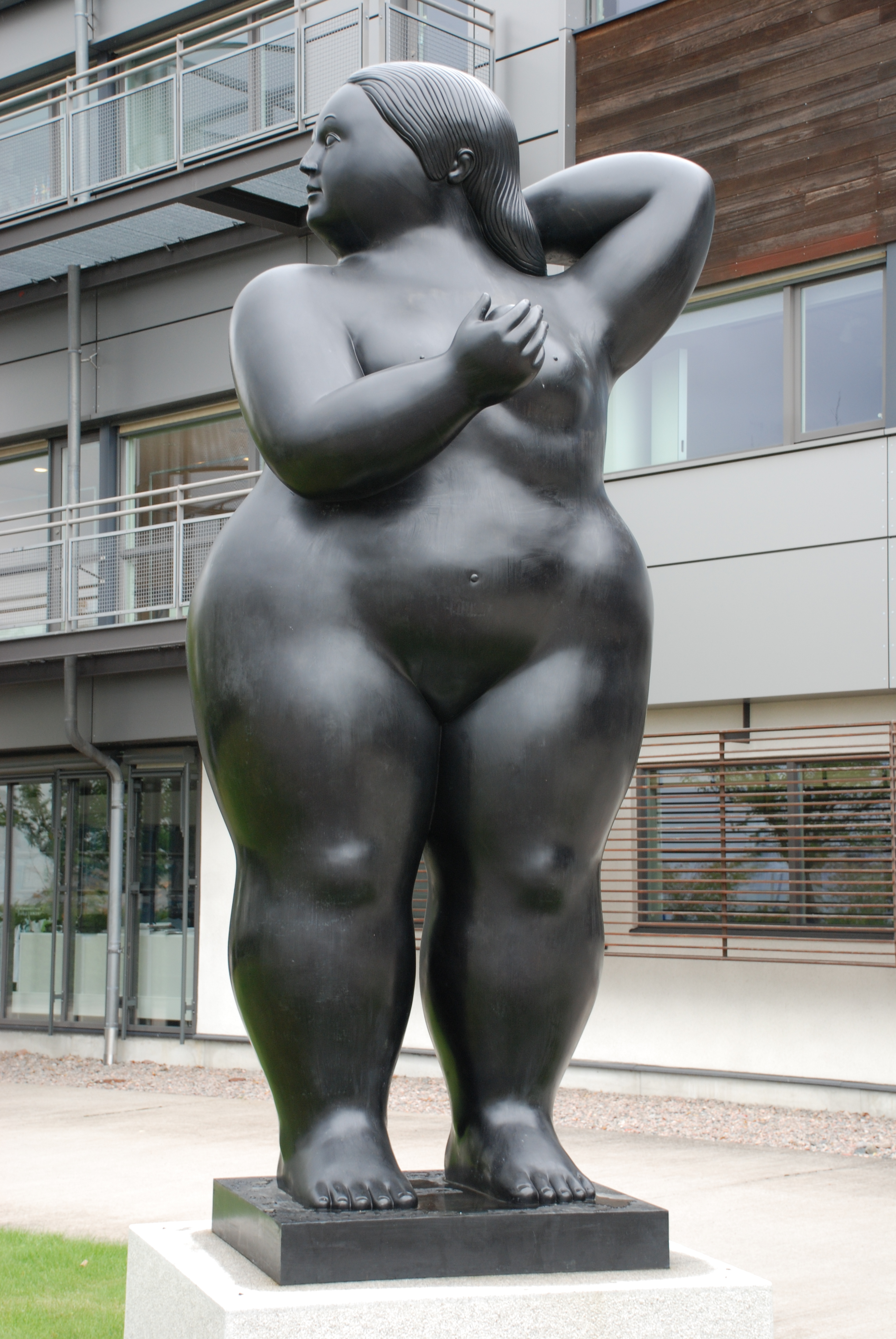
Sculpture de Fernando Botero.

Les personnes attirées physiquement et sexuellement par les personnes grosses sont, faute d'un terme francophone équivalent, appelées fat admirer (FA). Les femmes sont appelées des big beautiful women (BBW) et les hommes des big handsome men (BHM).
Le terme américain fat admirer est couramment utilisé dans tous les mouvements d'acceptation des gros à l'échelon international, pour désigner les personnes ayant une attirance physique et sexuelle pour les hommes et les femmes forts.